# 西尔维斯特惯性定理
在代数学中，西尔维斯特惯性定理（Sylvester's law of inertia）是指在实数域中，一个形如{\displaystyle a_{11}x_{1}^{2}+a_{12}x_{1}x_{2}+a_{13}x_{1}x_{3}+...+a_{nn}x_{n}^{2}}的二次型通过线性变换可以化简成惟一的标准型{\displaystyle y_{1}^{2}+y_{2}^{2}+...+y_{p}^{2}-y_{p+1}^{2}-....-y_{r}^{2}}。其中的正项数（称为正惯性系数）、负项数（称为负惯性系数）以及 0 的数目惟一确定，其中的{\displaystyle r}为系数矩阵的秩。正惯性系数{\displaystyle p}－负惯性系数{\displaystyle (r-p)}的值{\displaystyle (2p-r)}称作符号差。